# Relacions entre Guinea Bissau i Rússia
Les relacions entre Guinea Bissau i Rússia es refereix a les relacions actuals i històriques entre Guinea Bissau i Rússia.

## Relacions durant l'era soviètica
Les relacions entre la Unió Soviètica i el Partit Africà per la Independència de Guinea i Cap Verd (PAIGC), dirigit per Amílcar Cabral, es van iniciar l'any del 50 aniversari de la creació de l URSS, i es van intensificar a 1961, quan va començar l'entrenament i armament del partit. El 1965, el primer grup de 75 líders PAIGC va començar a entrenar en una escola militar soviètica a Perevalne, on se'ls ensenya habilitats en la fabricació i ús d'explosius i tàctiques de guerrilla.
La Unió Soviètica i Guinea Bissau van establir relacions diplomàtiques el 6 d'octubre de 1973. En 1973 els soviètics van començar a subministrar al PAIGC míssils terra-aire Strela 2 per la seva guerra contra els portuguesos. El 21 de febrer de 1975 ambdós estats van signar una sèrie d'acords que abasten la cooperació econòmica, tècnica, cultural i científic, un acord comercial i un acord de serveis aeris.

## Relacions amb la Federació de Rússia

### Llaços diplomàtics
El 31 de desembre de 1991 Guinea Bissau va reconèixer la Federació Russa com l'Estat successor de la Unió Soviètica, després de dissolució d'aquesta última. Guinea Bissau té una ambaixada a Moscou, i Rússia té una ambaixada a Bissau. Els ciutadans russos i el personal de l'ambaixada van ser evacuats de Guinea Bissau en 1998 a causa dels combats entre les forces governamentals i rebels. L'actual ambaixador de Rússia a Guinea Bissau és Mikhail Valinsky, qui fou nomenat pel president de Rússia Dmitri Medvédev l'1 de desembre de 2008. L'actual ambaixador de Guinea Bissau a Rússia és Rogério Araújo Adolfo Herbert, qui va presentar les seves credencials a l'aleshores President de Rússia Borís Ieltsin el 14 d'agost de 1997.

### Llaços polítics
L'agost de 2001, Rússia va perdonar el vuitanta per cent del deute de Guinea Bissau, que era valorat en 178 milions de US $.
L'1 de març de 2009 el president de Guinea Bissau João Bernardo Vieira fou assassinat per un grup de soldats de Guinea Bissau. Rússia condemnà l'assassinat, i en notar la seva solidaritat amb les vistes de la Unió Africana, el Ministeri d'Afers Exteriors de Rússia va declarar que estava "contra el canvi en el poder per la força".

### Llaços culturals
L'ambaixador Helbert va ser pres com a ostatge en l'ambaixada a Moscou el gener de 2005 per estudiants de Guinea Bissau que protestaven perquè no se'ls havia pagat les beques.